# Shekerbura
Shekerbura (en azerí: şəkərbura) es un postre azerí.  Es un pastel dulce en forma de media luna, relleno de almendras molidas, avellanas, o nueces, y azúcar. El shekerbura, shorgoghal, y baklava son los platillos icónicos del Novruz en Azerbaiyán.

## Nombre y significado
El nombre antiguo para este pastel es sheker burek, una palabra turca cuyo significado es "pastel dulce". En Azerbaiyán, generalmente implica el trabajo en equipo de familiares, amigos y vecinos que se congregan en la casa de alguien para celebrar el Nouruz. Como otro pasteles preparados para el Nouruz, el shekerbura también tiene un significando simbólico que denota la media luna o llama de fuego.

## Preparación

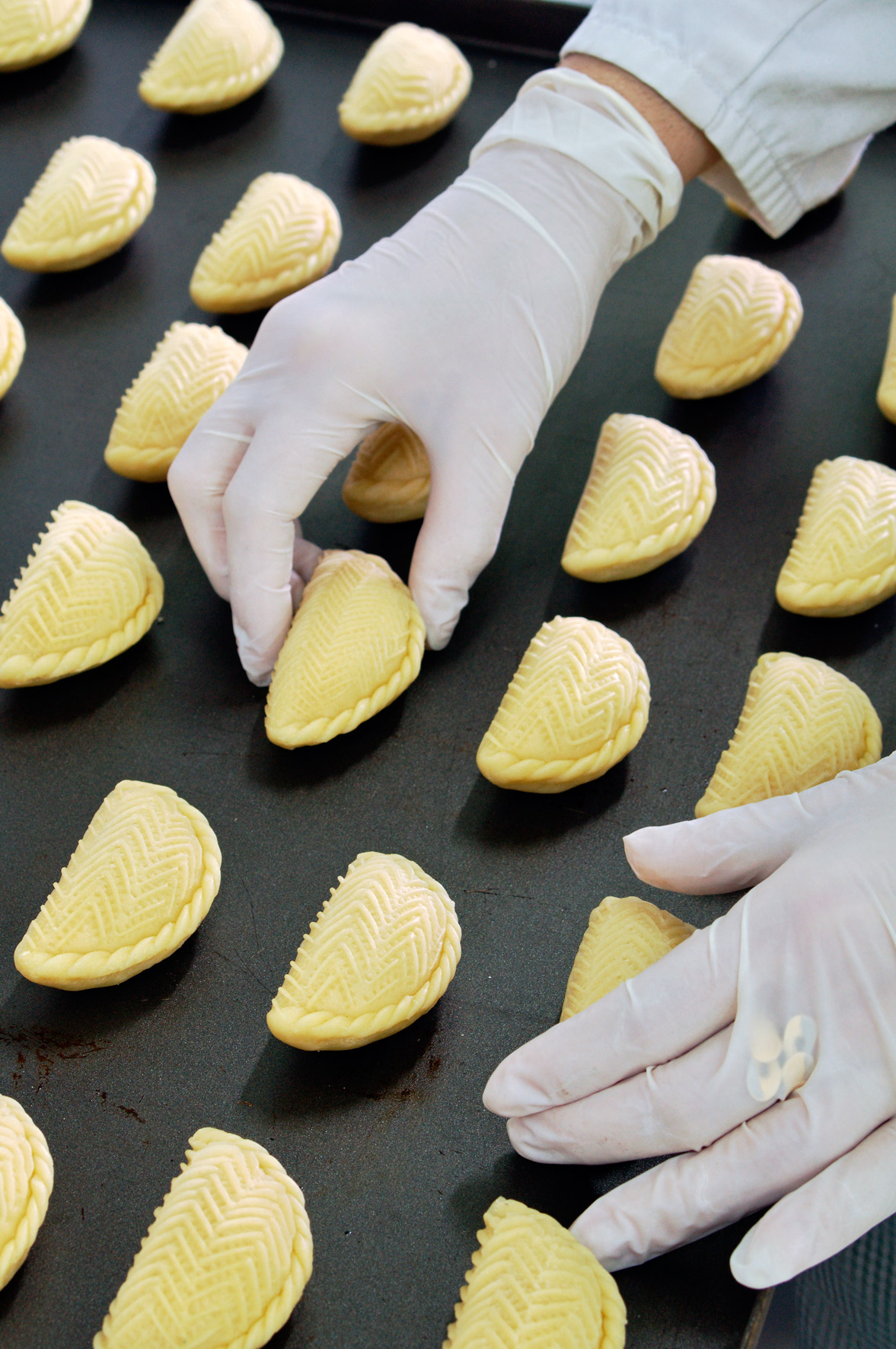
Proceso de realización de Shekerbura

La masa está hecha de harina de trigo, mantequilla, leche, yemas de huevo, nata y levadura. El relleno se prepara a partir de almendras peladas o nueces fritas mezcladas con azúcar en polvo. También incluye cardamomo para sazonar la masa.
La masa se enrolla y se corta en pequeñas formas redondas, luego se rellenan y se cierran haciendo un patrón de puntadas. El patrón en la masa se realiza con unas pinzas tradicionales llamadas maggash.